# Musikjahr 1816
Liste der Musikjahre

◄◄ | ◄ | 1812 | 1813 | 1814 | 1815 | Musikjahr 1816 | 1817 | 1818 | 1819 | 1820 | ► | ►►

Weitere Ereignisse
Dieser Artikel behandelt das Musikjahr 1816.

## Ereignisse
- Antonio Salieri feiert sein 50-jähriges Jubiläum als Musiker und erhält zahlreiche Auszeichnungen unter anderem vom französischen Nationalinstitut und des musikalischen Konservatoriums in Paris. Er wird Ehrenmitglied des steiermärkischen Musikvereins und des Mailänder Konservatoriums sowie Träger der „Großen Goldenen Civil-Ehrenmedaille an der Kette“.
- Der Weimarer „Waisenvater“ Johannes Daniel Falk widmet spätestens 1816, möglicherweise auch schon Ende 1815, den Kindern des „Rettungshauses für verwahrloste Kinder“ in Weimar das heute als Weihnachtslied bekannte O du fröhliche.[1]

## Instrumental und Vokalmusik (Auswahl)
- Ludwig van Beethoven: An die ferne Geliebte op. 98 (Liederzyklus); Der Mann von Wort – Lied op. 99;  Klaviersonate Nr. 28 op. 101 (1816 fertiggestellt, 1817 uraufgeführt)
- Franz Berwald: Thema und Variationen B-Dur für Violine und Orchester
- Friedrich Ernst Fesca: 3. Sinfonie D-Dur op. 13, Erstdruck
- Johann Simon Mayr: 6 Kantaten (Egeria, Annibale, Lo spavento, La tempesta, Le feste d’Ercole, L’armonia)
- Giacomo Meyerbeer: Gli amori di Teolinda (szenische Kantate)
- Anton Reicha: 12 Trios für 2 Hörner und Violoncello, op. 93
- Ferdinand Ries: Oktett für Klavier, Violine, Viola, Klarinette, Horn, Fagott, Violoncello und Kontrabass C-Dur op. 128; Sonatine für Klavier für zwei Hände a-Moll op. 45
- Gioachino Rossini: Le nozze di Teti, e di Peleo (Kantate)
- Franz Schubert: 4. Sinfonie C-Moll; 5. Sinfonie B-Dur; Messe Nr. 4 C-Dur D 452
- Louis Spohr: Violinkonzert Nr. 8 a-Moll, op. 47
- Carl Maria von Weber: Klaviersonate Nr. 2 As-Dur op. 39; Klaviersonate Nr. 3 d-Moll op. 49; Grand Duo concertant für Klarinette und Klavier Es-Dur op. 48 (Kammermusik)

## Musiktheater

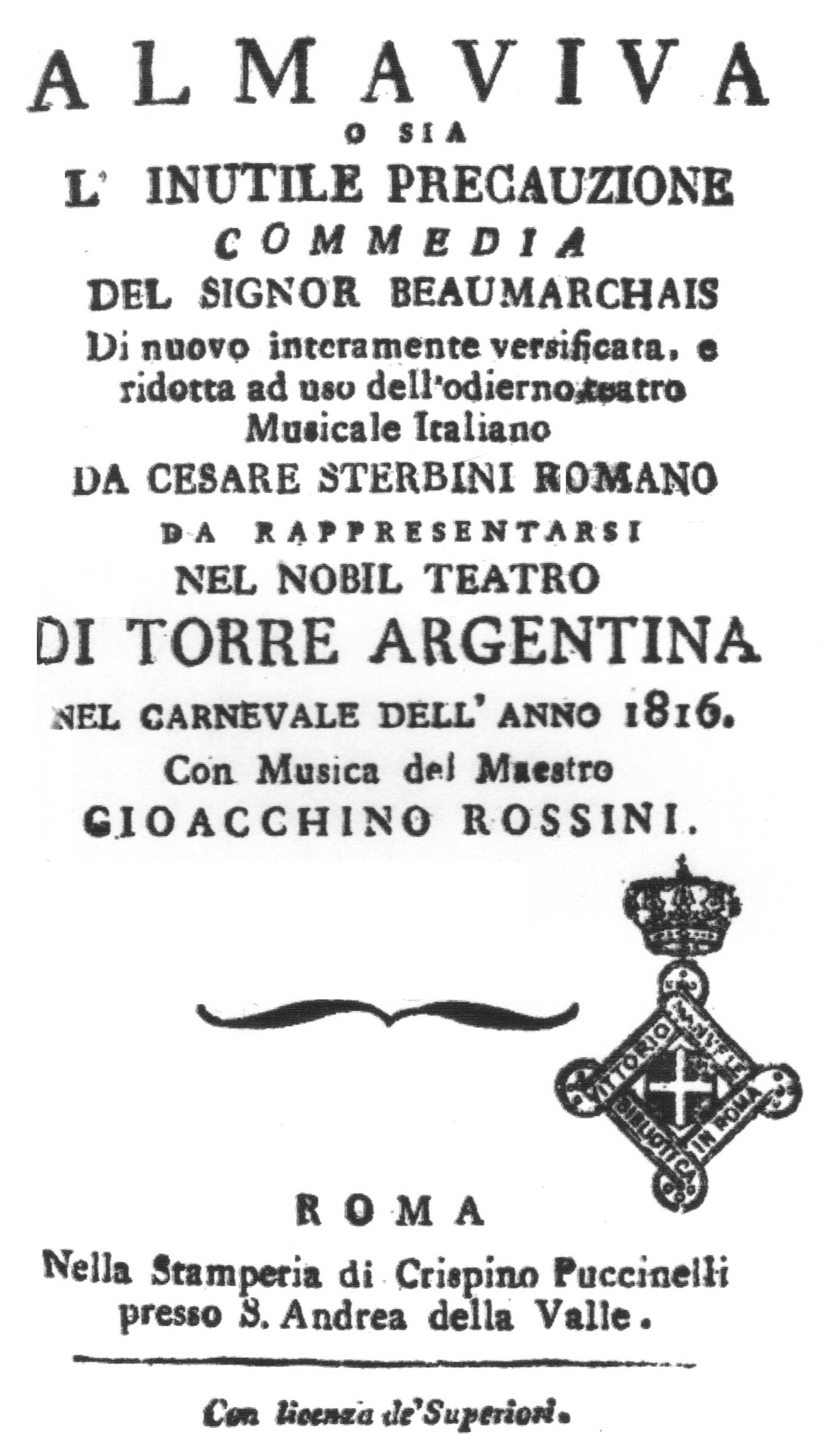
Gioachino Rossini – Barbiere di Siviglia – Titelseite des Librettos, Rom 1816

- 20. Februar: Im Teatro Argentina in Rom wird unter dem Namen Almaviva o sia L’inutile precauzione die Oper Der Barbier von Sevilla von Gioachino Rossini unter der Leitung des Komponisten uraufgeführt. Die Oper mit dem Libretto von Cesare Sterbini nach dem Schauspiel Le Barbier de Seville von Pierre Augustin Caron de Beaumarchais fällt beim Publikum durch. Erst die zweite Aufführung wird ein großer Erfolg.
- 03. März: Uraufführung der Oper La testa di bronzo o sia La capanna solitaria von Carlo Evasio Soliva an der Scala in Mailand.
- 05. März: Uraufführung der Oper La Fête du village voisin von François-Adrien Boieldieu in der Opéra-Comique in Paris.
- 16. Juni: Die Uraufführung der Operette Hans Max Giesbrecht von der Humpenburg oder Die neue Ritterzeit von Peter Joseph von Lindpaintner findet in München statt.
- 18. Juni: Uraufführung der Oper Charles de France ou Amour et gloire von François-Adrien Boieldieu in der Opéra-Comique in Paris.
- 21. Juni: Uraufführung der Oper Les dieux rivaux, ou Les fêtes de Cythère von Gaspare Spontini in Zusammenarbeit mit Henri Montan Berton und Rodolphe Kreutzer in Paris.
- 03. Juli: Uraufführung der Oper Gabriella di Vergy von Michele Carafa in Neapel. Der Stoff wurde später auch von Gaetano Donizetti für dessen 1826 erschienene gleichnamige Oper verwendet.
- 03. August: Am Staatstheater am Gendarmenmarkt in Berlin findet die Uraufführung der Oper Undine von E. T. A. Hoffmann statt. Friedrich de la Motte Fouqué schrieb das Libretto nach seiner eigenen gleichnamiger Erzählung. Das Bühnenbild stammt von Karl Friedrich Schinkel.
- 01. September: In Prag wird Louis Spohrs romantische Oper Faust uraufgeführt. Das Libretto von Joseph Carl Bernard nimmt die Legende von Faust auf. Es ist nicht durch Goethes Faust beeinflusst, dessen erster Teil im Jahr 1808 erschienen ist. Stattdessen bezieht es sich im Wesentlichen auf ein Bühnenstück und Gedicht von Friedrich Maximilian Klinger und Heinrich von Kleist.
- 26. September: Uraufführung der Oper La gazzetta von Gioachino Rossini in Neapel.
- 04. Dezember: Uraufführung der Oper Otello von Gioachino Rossini in Neapel.
- Franz Schubert beginnt mit der Komposition der Oper Die Bürgschaft. Das Werk bricht im dritten Akt ab und bleibt unvollendet. Das Fragment wird am 7. März 1908 in Wien konzertant uraufgeführt.
- Gaetano Donizetti schreibt die Oper Il Pigmalione. Das Werk kommt aber erst im Jahr 1960 zur Uraufführung.

Weitere Uraufführungen
- Étienne-Nicolas Méhul: La Journée aux aventures, (Komische Oper, Letztes Bühnenwerk des Komponisten)
- Victor Dourlen: Plus heureux que sage (Oper); Le Frère Philippe (Oper)
- Joseph Weigl: Margaritta d’Anjou ossia L’orfana d’Inghilterra, eine in Mailand uraufgeführte Oper in zwei Akten.
- Louis Emmanuel Jadin: L’Inconnu ou Le Coup d’épée viager (Oper in drei Akten).

## Geboren

### Geburtsdatum gesichert
- 24. Januar: Christian Felix Ackens, deutscher Chorleiter, Komponist und Funktionär († 1886)
- 13. Februar: Karoline Günther-Bachmann, deutsche Schauspielerin und Opernsängerin († 1874)
- 21. Februar: Józef Michał Poniatowski, polnischer Komponist, Sänger und Diplomat († 1873)
- 26. Februar: Franz Krenn, österreichischer Komponist († 1897)
- 28. Februar: Julius Rühlmann, deutscher Musiker († 1877)
- 27. März: George Elvey, britischer Organist und Komponist († 1893)
- 13. April: George Gemünder, US-amerikanischer Geigenbauer († 1899)
- 12. Mai: Carl Wilhelm Merseburger, deutscher Musikwissenschaftler, Musikschriftsteller und Musikverleger († 1885)
- 13. Mai: Henri-Louis-Stanislas Mortier de Fontaine, polnischer Pianist und Komponist († 1883)

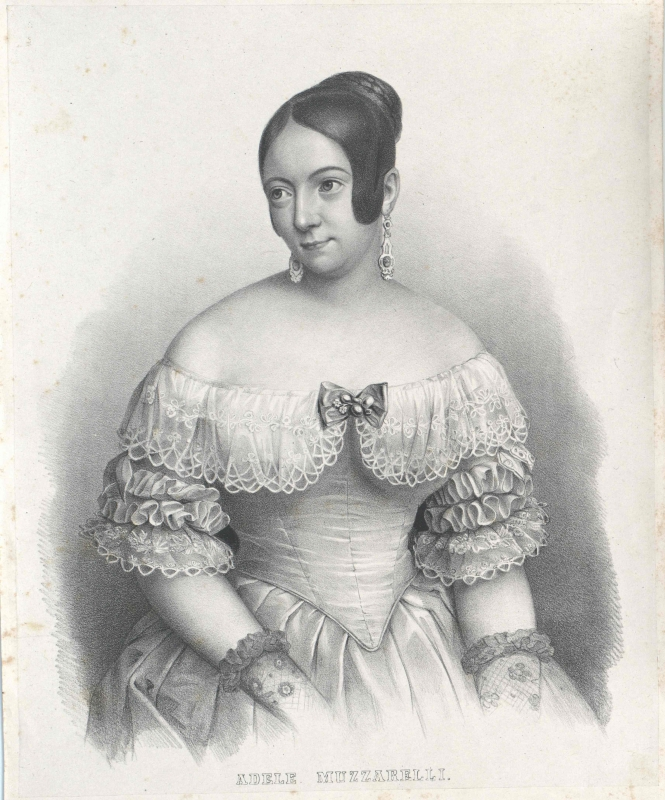
Adele Muzzarelli; * 4. Juni

- 04. Juni: Adele Muzzarelli, italienische Soubrette, Sängerin und Tänzerin († 1885)
- 02. Juli: Mina Schück, schwedische Pianistin († 1906)
- 16. Juli: Antoine François Marmontel, französischer Komponist († 1898)
- 17. August: Benjamin Bilse, deutscher Kapellmeister und Komponist († 1902)
- 04. September: François Bazin, französischer Komponist († 1878)
- 15. September: Edouard Wolff, polnischer Pianist und Komponist († 1880)
- 02. Oktober: Siegfried Saloman, dänischer Komponist († 1899)
- 06. Oktober: William Batchelder Bradbury, US-amerikanischer Komponist († 1868)
- 14. Oktober: Auguste Placet, französischer Violinist und Dirigent († 1888)
- 11. November: August Wilhelm Ambros, österreichischer Musikkritiker und Komponist († 1876)
- 20. November: Félix-Étienne Ledent, belgischer Pianist, Komponist und Musikpädagoge († 1886)
- 23. November: Friedrich Forberg, deutscher Musiklehrer und Komponist in Düsseldorf († 1883)
- 30. November: Bartomeu Blanch I Castells, katalanischer Organist, Violinist, Kapellmeister und Komponist († 1890)
- 08. Dezember: Eduard Helsted, dänischer Violinist, Komponist und Musikpädagoge († 1900)
- 17. Dezember: Ferdinand Gleich, Schriftsteller und Komponist († 1898)
- 18. Dezember: Christina Petronella Achenbach, niederländische Konzertsängerin († 1907)

### Genaues Geburtsdatum unbekannt
- Vicenç Cuyàs, katalanischer Komponist († 1839)
- Henry Wellington Greatorex, englisch-amerikanischer Organist und Komponist († 1858)

## Gestorben

### Todesdatum gesichert

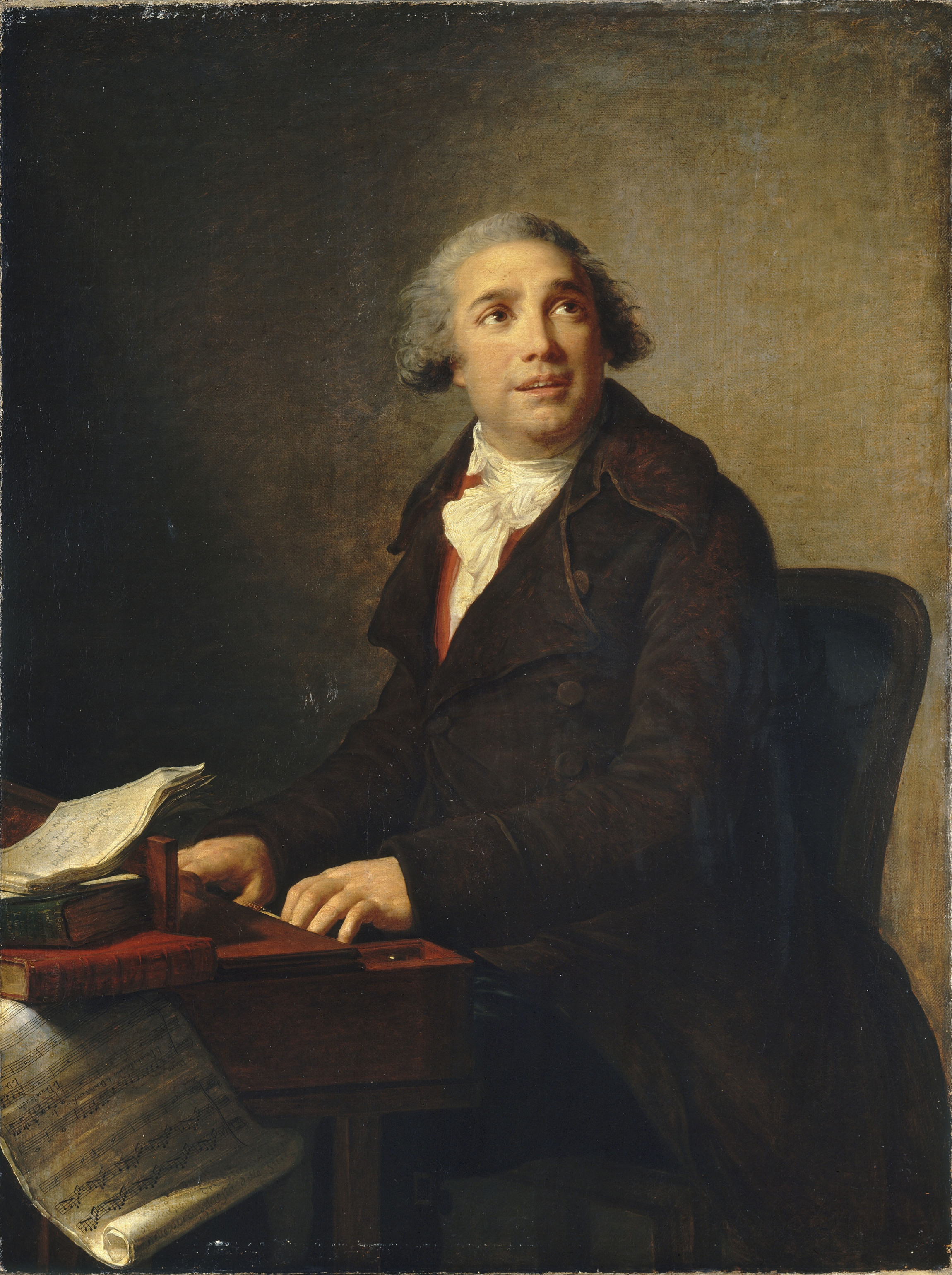
Giovanni Paisiello; † 5. Juni

- 06. Februar: Harriot Hague, englische Pianistin und Komponistin (* 1793)
- 14. Februar: Jean-Paul-Égide Martini, deutsch-französischer Komponist (* 1741)
- 05. Juni: Giovanni Paisiello, italienischer Komponist (* 1740)
- 01. Juli: Karl Gottfried Bellmann, deutscher Musikinstrumentenbauer und Musiker (* 1760)
- 01. August: Marie-Thérèse Willermaulaz, französische Harfenistin (* 1751)
- 26. September: František Martin Pecháček, tschechischer Komponist (* 1763)

### Genaues Todesdatum unbekannt
- Anna Lucia De Amicis, italienische Sopranistin (* 1733)
- Ignác Held, böhmischer Komponist (* 1764)
- Johann Gottlieb Näser, deutscher Orgelbauer (* 1754)